# Wrap Around Joy
Wrap Around Joy é um álbum lançado no ano de 1974 da cantora e compositora Carole King. Tornou-se líder de vendas e alcançou a primeira posição na Billboard Albuns Chart nos Estados Unidos.

## ~Músicas~
All tracks composed by Carole King, lyrics by Dave Palmer.
1. "Nightingale" – 3:38
2. "Change of Mind, Change of Heart" – 4:39
3. "Jazzman" – 3:44
4. "You Go Your Way, I'll Go Mine" – 3:34
5. "You're Something New" – 2:55
6. "We Are All in This Together" – 4:03
7. "Wrap Around Joy" – 2:59
8. "You Gentle Me" – 3:46
9. "My Lovin' Eyes" – 3:08
10. "Sweet Adonis" – 3:22
11. "A Night This Side of Dying" – 2:59
12. "The Best Is Yet to Come" – 3:30